# Luísa Doroteia de Saxe-Meiningen
Luísa Doroteia de Saxe-Meiningen (Meiningen, 10 de agosto de 1710 -  Gota, 22 de outubro de 1767) foi a filha de Ernesto Luís I, Duque de Saxe-Meiningen e da duquesa Doroteia Maria de Saxe-Gota-Altemburgo. Foi a esposa de Frederico III, Duque de Saxe-Gota-Altemburgo.

## Casamento e descendência
Luísa Doroteia casou-se na cidade de Gota com o seu primo em segundo grau, Frederico III, Duque de Saxe-Gota-Altemburgo. Tiveram nove filhos:
1. Frederico de Saxe-Gota-Altemburgo (20 de janeiro de 1735 – 9 de junho de 1756), morreu aos vinte-e-um anos de idade; sem descendência.
2. Luís de Saxe-Gota-Altemburgo (25 de outubro de 1735 – 26 de outubro de 1735), morreu com um dia de idade.
3. Filho natimorto (25 de outubro de 1735), gêmeo de Luís.
4. Filhos gêmeos natimortos (1739).
5. Frederica Luísa de Saxe-Gota-Altemburgo (30 de janeiro de 1741 – 5 de fevereiro de 1776), morreu aos trinta-e-cinco anos de idade; sem descendência.
6. Ernesto II, Duque de Saxe-Gota-Altemburgo (30 de janeiro de 1745 – 20 de abril de 1804), casado com a duquesa Carlota de Saxe-Meiningen; com descendência.
7. Sofia de Saxe-Gota-Altemburgo (9 de março de 1746 – 30 de março de 1746), morreu com vinte-e-um dias de idade.
8. Augusto de Saxe-Gota-Altemburgo (14 de agosto de 1747 – 28 de setembro de 1806), morreu solteiro e sem descendência.

## Genealogia
| Luísa Doroteia de Saxe-Meiningen | Pai: Ernesto Luís I, Duque de Saxe-Meiningen | Avô paterno: Bernardo I, Duque de Saxe-Meiningen        | Bisavô paterno: Ernesto I, Duque de Saxe-Gota      |
| Luísa Doroteia de Saxe-Meiningen | Pai: Ernesto Luís I, Duque de Saxe-Meiningen | Avô paterno: Bernardo I, Duque de Saxe-Meiningen        | Bisavó paterna: Isabel Sofia de Saxe-Altemburgo    |
| Luísa Doroteia de Saxe-Meiningen | Pai: Ernesto Luís I, Duque de Saxe-Meiningen | Avó paterna: Maria Edviges de Hesse-Darmstadt           | Bisavô paterno: Jorge II, Conde de Hesse-Darmstadt |
| Luísa Doroteia de Saxe-Meiningen | Pai: Ernesto Luís I, Duque de Saxe-Meiningen | Avó paterna: Maria Edviges de Hesse-Darmstadt           | Bisavó paterna: Sofia Leonor da Saxónia            |
| Luísa Doroteia de Saxe-Meiningen | Mãe: Doroteia Maria de Saxe-Gota-Altemburgo  | Avô materno: Frederico I, Duque de Saxe-Gota-Altemburgo | Bisavô materno: Ernesto I, Duque de Saxe-Gota      |
| Luísa Doroteia de Saxe-Meiningen | Mãe: Doroteia Maria de Saxe-Gota-Altemburgo  | Avô materno: Frederico I, Duque de Saxe-Gota-Altemburgo | Bisavó materna: Isabel Sofia de Saxe-Altemburgo    |
| Luísa Doroteia de Saxe-Meiningen | Mãe: Doroteia Maria de Saxe-Gota-Altemburgo  | Avó materna: Madalena Sibila de Saxe-Weissenfels        | Bisavô materno: Augusto de Saxe-Weissenfels        |
| Luísa Doroteia de Saxe-Meiningen | Mãe: Doroteia Maria de Saxe-Gota-Altemburgo  | Avó materna: Madalena Sibila de Saxe-Weissenfels        | Bisavó materna: Ana Maria de Mecklemburgo-Schwerin |